# ماهورا (اسپانیا)

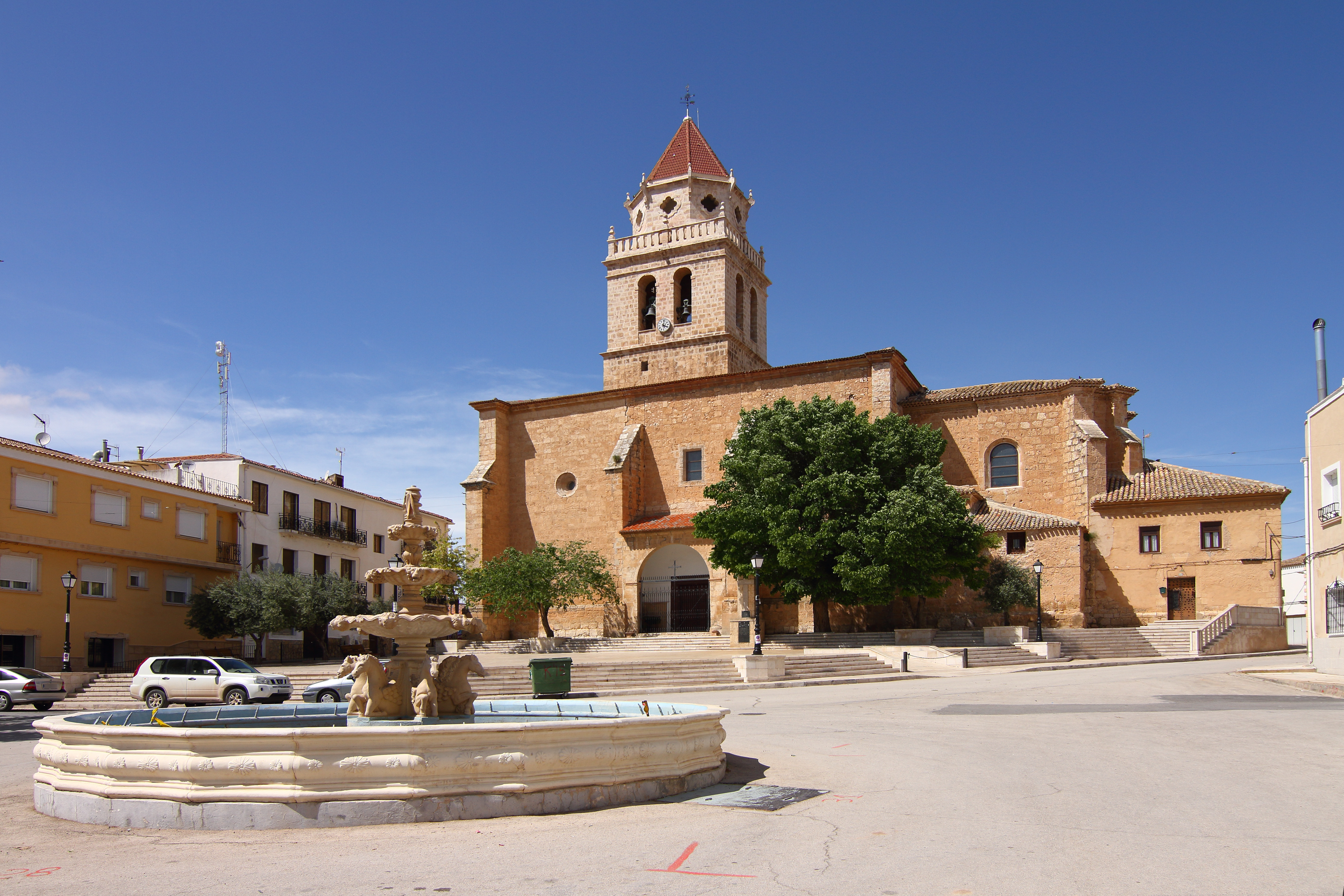

ماهورا دهستانی در استان آلباستهٔ اسپانیا است.
در این دهستان ۱۳۷۹ نفر زندگی می‌کنند. مساحت این دهستان ۱۰۸٫۱۹ کیلومتر مربع است.